# Danh sách nhân vật trong Steins;Gate
Đây là danh sách các nhân vật trong visual novel Steins;Gate phát triển bởi 5pb. và Nitroplus.

## Nhân vật chính
Okabe Rintarō (岡部 倫太郎)
Người chơi vào vai Okabe Rintarō, nhân vật chính của Steins;Gate. Okabe là một người quái dị, tự nhận mình là nhà bác học điên với biệt danh Kyōma Hōōin (鳳凰院 凶真 Hōōin Kyōma). Mayuri và Daru thường gọi cậu là "Okarin" (オカリン), tên ghép (portmanteau) từ tên và họ của cậu. Cậu sáng lập ra nhóm "Future Gadget Laboratory" (未来ガジェット研究所 Mirai Gajetto Kenkyūjo) ở Akihabara, nơi cậu dành phần lớn thời gian của mình tại đây, và tự đặt mình là Thành viên Lab số 001 (tiếng Anh: Lab Member No. 001) (vì cậu là thành viên đầu tiên). Okabe xuất hiện với hình tượng một kẻ hoang tưởng và hay gặp ảo mộng, thường đề cập tới cái gọi là “tổ chức” đang săn đuổi mình, nói chuyện với chính mình trên điện thoại, và thích dùng điệu cười gian ác (maniacal laughter). Hầu hết thời gian, cậu xuất hiện với tính cách ngạo mạn, luôn luôn mặc áo khoác phòng lab. Trong lúc thí nghiệm với việc du hành thời gian, cậu phát hiện ra rằng mình là người duy nhất sở hữu khả năng nhận biết được sự thay đổi giữa các dòng thời gian, và cậu đặt tên cho nó là "Reading Steiner". Vào thời điểm hiện tại trong game, cậu mới 18 tuổi và là sinh viên năm nhất của trường Tokyo Denki University.
Makise Kurisu (牧瀬 紅莉栖)
Makise Kurisu là nhân vật nữ chính trong game và là Thành viên Lab số 004. Cô là nghiên cứu sinh 18 tuổi ngành thần kinh học tại một đại học ở Mỹ và có thể sử dụng thành thục tiếng Anh. Từng có bài nghiên cứu được đăng trên tạp chí học thuật Science, Makise là một tài năng thiên bẩm. Cô đã bỏ qua một cấp học trong hệ thống giáo dục của Mỹ. Okabe thường gọi cô là trợ lý (助手 joshu, tiếng Anh:assistant) hay bằng một trong nhiều nickname mà cậu nghĩ ra, như là "Christina" (クリスティーナ Kurisutīna), "the Zombie", và "Celeb Sev", điều thường khiến cô rất bực mình. Makise là một tsundere điển hình, mặc dù cô luôn phủ nhận điều này mỗi khi có ai đó (thường là Daru) gọi cô như thế. Cô có một mối quan hệ bất hòa với bố của mình và chưa từng nói chuyện với ông trong nhiều năm. Tên người dùng của cô trên @chan (phiên bản 2channel trong thế giới của game) là "KuriGohan and Kamehameha" lấy cameo từ Kaito, máy tính bảng PokeCom của Yashio, xuất hiện ở tập 9 trong Robotics;Notes.
Shiina Mayuri (椎名 まゆり)
Shiina Mayuri là bạn thân từ thời thơ ấu của Rintarō, nhưng ngược lại với cậu, cô bé lại có hơi chút ngốc nghếch, đồng thời là Thành viên Lab số 002. Shiina thích làm ra các bộ trang phục cosplay và làm việc bán thời gian tại maid café "Mayqueen Nyannyan". Cô hay tự gọi mình là Mayushii (まゆしぃ), cũng là tên ghép từ tên và họ của cô, và thường được Daru dùng để gọi cô. Cô có cách nói chuyện trẻ con rất đặc trưng, nhất là hay hát đoạn nhạc tutturū (トゥットゥルー) mỗi khi cô xuất hiện hay lúc giới thiệu bản thân. Vài năm sau khi bà của cô bé mất, để tránh cho cô bé bị nỗi đau nhấn chìm, Okabe tuyên bố bắt giữ cô bé làm "con tin", và khoác lên mình tính cách kỳ dị vì cô bé. Cô 16 tuổi và là học sinh năm thứ 2 ở một trường dự bị tư.
Hashida Itaru (橋田 至)
Hashida Itaru là một hacker chuyên nghiệp quen với Okabe từ cấp 3, và là Thành viên Lab số 003. Cậu có rất nhiều kinh nghiệm trong lập trình và phần cứng máy tính. Cậu đồng thời cũng là một tín đồ của văn hóa otaku. Okabe và Shiina thường gọi cậu bằng tên "Daru" (ダル), tên ghép từ họ và tên của cậu. Okabe thỉnh thoảng gọi cậu bằng cái tên Super Haker (スーパーハカー Sūpā Hakā) (Hack trong bản thuyết minh tiếng Anh), một dạng phát âm sai từ "hacker" (ハッカー hakkā) điều luôn làm Daru chán nản mỗi khi nghe thấy. Cậu là fan hâm mộ của Faris và thường thích đề cập đến những điều có hàm ý quấy rối tình dục. Daru hay bị làm phiền bởi tính cách hoang tưởng của Okabe. Cậu 19 tuổi và, cũng như Okabe, là sinh viên năm đầu trường Tokyo Denki University. Daru xuất hiện trong Robotics;Notes với tên DaSH.
Kiryū Moeka (桐生 萌郁)
Kiryū Moeka là người phụ nữ mà Okabe gặp tại Akihabara trong lúc đang tìm kiếm chiếc máy tính IBN 5100, và là Thành viên Lab số 005. Kiryū vô cùng quý trọng chiếc điện thoại của mình và thậm chí trở nên kích động nếu người khác cố gắng đoạt lấy nó từ tay cô. Cô luôn ngại tiếp xúc trực tiếp với người khác nên chỉ dùng tin nhắn điện thoại để giao tiếp ngay cả khi người kia đứng đối diện với mình. Okabe gọi cô là Shining Finger (閃光の指圧師（シャイニング・フィンガー） Shainingu Fingā). Tại thời điểm trong game, cô 20 tuổi.
Urushibara Ruka (漆原 るか)
Urushibara Ruka là một người bạn của Okabe và là Thành viên Lab số 006. Với vẻ ngoài của nữ giới và cử chỉ cũng rất nữ tính do cách giáo dục từ nhỏ, cậu thậm chí mặc đồ của con gái cả trong lẫn ngoài ngôi đền của bố mình. Cậu còn là bạn thân và bạn cùng lớp với Shiina, người hay yêu cầu cậu thử những bộ đồ cosplay của cô bé, nhưng vì tính cách rụt rè của mình, cậu thường từ chối. Cậu luôn che giấu tình cảm của mình dành cho Okabe, người luôn gọi cậu bằng cái tên Lukako (ルカ子), và xem cậu như là học trò của mình. Cậu hiện tại 16 tuổi. Dù cho xuyên suốt hầu hết câu chuyện, cậu trở thành nữ ở nhiều dòng thời gian khác nhau, nhưng cuối cùng cậu vẫn trở về giới tính cũ của mình, và chỉ có một trong rất nhiều dòng thời gian Luka mới là con gái.
Faris Nyannyan (フェイリス・ニャンニャン Feirisu Nyannyan) / Akiha Rumiho (秋葉 留未穂)
Faris Nyannyan, 17 tuổi, làm việc tại maid café "Mayqueen Nyannyan", cùng với Shiina, và là tiếp viên nổi tiếng nhất ở đây, đồng thời là Thành viên Lab số 007. Tên thật của cô là Akiha Rumiho. Gia đình cô sở hữu Akihabara, và cô đồng thời là người đứng sau nguồn động lực biến nơi đây trở thành thành phố của moe và anime. Cô thích thêm tiếng "meow" (ニャン nyan) vào cuối mỗi câu nói của mình.
Amane Suzuha (阿万音 鈴羽)
Amane Suzuha, 18 tuổi, làm việc bán thời gian cho chủ nhà của Okabe và đang tìm kiếm bố mình ở Akihabara, đồng thời là Thành viên Lab số 008. Cô rất thích đạp xe và có hiềm khích với Makise vì một lý do nào đó. Sau này sự thực được tiết lộ rằng cô là chính nhà du hành thời gian trở về từ tương lai dưới danh nghĩa John Titor, và là con gái của Daru, tên thật của cô là Suzu Hashida (橋田 鈴 Hashida Suzu). Cô là nhân vật chính trong bộ manga truyện bên lề, Steins;Gate: Bōkan no Rebellion.

## Nhân vật phụ
Tennōji Yūgo (天王寺 裕吾)
Ông là chủ nhà Okabe, đồng thời cũng sở hữu một cửa hàng sửa chữa TV cũ nằm ngay bên dưới căn hộ của cậu, đang sống cùng con gái mình, Nae. Okabe gọi ông bằng biệt danh "Mr. Braun" vì niềm đam mê của ông đối với Braun CRT TV. Ông là nhân vật chính trong bộ manga truyện bên lề, Steins;Gate: Onshū no Braunian Motion.
Tennōji Nae (天王寺 綯)
Là con gái của Yūgo và sống cùng ông ở cửa hàng sửa TV, đồng thời cũng chơi rất thân với Shiina. Sau này cô bé xuất hiện trong Robotics;Notes với tư cách là thành viên của JAXA.
Doctor Nakabachi (ドクター中鉢)
Bố của Kurisu và là nhân vật phản diện chính của câu chuyện. Ám ảnh của ông với việc phải vượt qua tài năng của chính con gái mình trong lĩnh vực khoa học đã dẫn đến Thế chiến thứ 3. Tên thật của ông là Makise Shōichi (牧瀬 章一).